# Agata Karczmarek
Agata Karczmarek (geb. Jaroszek; * 29. November 1963 in Warschau; † 18. Juli 2016 ebenda) war eine polnische
Kunstturnerin und Weitspringerin.
Ihre sportliche Karriere begann sie als Kunstturnerin. 1980 nahm sie an den Olympischen Spielen in Moskau teil.
Nach ihrem Wechsel zur Leichtathletik wurde sie bei den Leichtathletik-Hallenweltmeisterschaften 1987 in Indianapolis Sechste, bei den Olympischen Spielen 1988 in Seoul Siebte und bei den Hallenweltmeisterschaften 1989 Sechste.
Nach einem Aus in der Qualifikation bei den Leichtathletik-Weltmeisterschaften 1991 in Tokio wurde sie bei den Olympischen Spielen 1992 in Barcelona Zehnte, bei den Weltmeisterschaften 1993 in Stuttgart Achte, bei den Europameisterschaften 1994 in Helsinki Sechste, bei den Weltmeisterschaften 1995 in Göteborg Siebte und bei den Olympischen Spielen 1996 in Atlanta Sechste.
Bei den Hallenweltmeisterschaften 1997 in Paris gewann sie dann endlich mit Bronze eine Medaille bei einem internationalen Großereignis. Bei den Weltmeisterschaften 1997 in Athen und  1999 in Sevilla schied sie in der Vorrunde aus. 2000 beendete sie ihre sportliche Laufbahn. Agata Kaczmarek starb 2016 im Alter von 52 Jahren an Krebs.

## Persönliche Bestleistungen
- Weitsprung: 6,97 m, 6. August 1988, Lublin (polnischer Rekord; Stand: September 2009)
  - Halle: 6,71 m, 9. März 1997, Paris